# Grajduri
Grajduri es una comuna ubicada en el distrito de Iași, Rumania.

## Superficie
Cuenta con una superficie de 39,06 kilómetros cuadrados.

## Demografía
Hasta 2021 la población era de 3687 habitantes, con una densidad de población de 94,39 habitantes por kilómetro cuadrado.